# Meilichius inaequalis
Meilichius inaequalis is een keversoort uit de familie zwamkevers (Endomychidae). De wetenschappelijke naam van de soort werd in 1928 gepubliceerd door Antoine Boucomont.